# Развод по-американски (фильм, 2006)
Эта статья — об американском фильме 2006 года. Об американском фильме 1967 года см. Развод по-американски (фильм, 1967).
«Развод по-американски» (англ. The Break-Up) — американская комедийная мелодрама 2006 года, снятая режиссёром Пейтоном Ридом. В главных ролях снялись Винс Вон и Дженнифер Энистон.
Премьера фильма состоялась 22 мая 2006 года на Вествудском инофестивале в Лос-Анджелесе. На производство фильма было затрачено 52 миллиона долларов, а общемировые сборы фильма составили 205 миллионов долларов.
Теглайн фильма: «Выбери, на чьей ты стороне»

## Сюжет
Брук Мейерс работает в художественной галерее. Гэри Гробовски в семейном бизнесе — устраивает экскурсии для туристов по Чикаго. Они познакомились, полюбили друг друга и даже совместно приобрели квартиру. Через некоторое время молодые люди начинают замечать, что не сошлись характерами. Большая размолвка произошла между ними после того, как Гэри отказался помочь с уборкой в доме после вечеринки. В постепенно разгорающийся скандал оказываются вовлечены друзья и знакомые пары. Гэри и Брук вынуждены делить ставшую им ненавистной квартиру, подыскивая способ, как бы уколоть другого побольнее. Гэри устраивает вечеринку со стриптизершами и привозит в квартиру стол для пула. Брук принимает приглашение на свидание от клиента их галереи. Дальше так жить нельзя, и они решаются на продажу жилплощади, однако после этого решения до каждого из них начинает постепенно доходить, что они могли бы найти общий язык.
Брук попыталась восстановить отношения, пригласив Гэри на концерт, но он не пришёл на встречу. Расстроенная Брук решает бросить работу и уехать путешествовать за границу. В последний вечер перед отъездом с квартиры Гэри устраивает ужин для двоих и просит прощения за всё, что он делал не так. Тем не менее, они расстаются. Проходит какое-то время. Гэри не отвлекающийся на семейные дрязги, активнее включается в свой бизнес и расширяет его. Брук после путешествия по всему миру возвращается в Чикаго. Лето сменяет зима. Брук и Гэри случайно встречаются на улице, очень тепло приветствуют друг друга и расходятся в разные стороны.

## В ролях
| Актёр              | Роль            |
| ------------------ | --------------- |
| Винс Вон           | Гэри Гробовски  |
| Дженнифер Энистон  | Брук Мейерс     |
| Джой Лорен Адамс   | Эдди            |
| Коул Хаузер        | Лупус Гробовски |
| Джон Фавро         | Джонни Оу       |
| Джейсон Бейтман    | Риглмен         |
| Джуди Дэвис        | Мэрилин Дин     |
| Джастин Лонг       | Кристофер       |
| Иван Сергей        | Карсон Уигэм    |
| Джон Майкл Хиггинс | Ричард Мейерс   |
| Мэри-Пэт Грин      | Миша            |
| Кейр О'Доннелл     | Пол Грант       |

## Прокат
В Пуэрто-Рико прокат фильма стартовал 1 июня 2006 года, в Канаде и США — 2 июня 2006 года, в Нидерландах и России — 15 июня 2006 года, в Бразилии и ЮАР — 14 июля 2006 года. 